# تحصیل پسرور
تحصیل پسرور (به انگلیسی: Pasrur Tehsil) یک تحصیل در پاکستان است که در پنجاب واقع شده‌است. تحصیل پسرور ۱٬۰۱۶ km۲ کیلومتر مربع مساحت و ۱۲۱٬۶۵۶ نفر جمعیت دارد.